# Tal Ben Haim (football, 1982)
Pour les articles homonymes, voir Tal Ben Haim et Ben Haim.
Tal Ben Haim (en hébreu : טל בן חיים), est un footballeur international israélien, né le 13 avril 1982 à Rishon LeZion en Israël. Il évolue au poste de défenseur central. Il est le deuxième recordman du nombre de sélections avec l'équipe nationale d'Israël juste derrière Yossi Benayoun.

## Biographie

### Carrière en club
Tal Ben Haim rejoint le club israélien du Maccabi Tel-Aviv en 1998, dans l'équipe juniors. Il intègre l'équipe professionnel lors de la saison 2000-2001. Il contribua notamment au titre de Champion d'Israël du Maccabi Tel-Aviv durant la saison 2002-2003.
Après une période d'essai de 2 semaines au club anglais de Bolton Wanderers, durant l'été 2004, Sam Allardyce se procure les services du jeune Israélien pour 150 000 livres sterling, et lui fait signer un contrat de 3 ans. Sa première saison au Reebok Stadium fut particulièrement réussie (27 rencontres) et marqua son premier but contre Tottenham Hotspur, lors de la victoire de son club de 3-1.
Le 14 juin 2007, il rejoint gratuitement, et signe un contrat de quatre ans avec l'équipe anglaise de Chelsea FC. Puis, le 30 juillet 2008, il rejoint Manchester City, pour un montant estimé à 5 millions de livres. Le 1er février 2009, il est prêté jusqu'à la fin de la saison à Sunderland AFC. 
Le 31 août 2009, il signe un contrat de quatre ans avec Portsmouth FC. Puis, Il rejoint West Ham United le 3 août 2010 en prêt jusqu'en janvier 2011 en vue d'un accord permanent. Malgré la fin de son prêt à West Ham, le club a poursuivi ses discussions avec Portsmouth concernant un accord pour rejoindre le club, les deux clubs n'arrivant pas à un accord, tandis que les problèmes financiers l'empêchaient de rejoindre Portsmouth.
En janvier 2011, il retourne à Portsmouth après l'expiration de son prêt, mais il n'a fait aucune apparition pour Portsmouth cette saison. Il était en conflit avec ses dirigeants, car il lui devait 1,4 million de livres en salaires impayés. Pour cette raison, l'entraîneur Steve Cotterill n'a pas pu sélectionner Ben Haim pour les derniers matches de la saison 2010-2011. L'affaire devait être soumise à une audience de la Ligue de football en juillet 2011, mais avec de nouveaux propriétaires à Portsmouth a pu parvenir à un accord acceptable avec lui. En août 2012, il quitte Portsmouth FC.
S'entrainant avec le club de Queens Park Rangers depuis le mois de décembre 2012. Il signe le 4 janvier 2013 un contrat de 6 mois. Le 9 mai 2013, Toronto FC de la Major League Soccer a annoncé avoir acquis Ben Haim auprès de Queens Park Rangers. Cependant, quatre jours plus tard, Kevin Payne, directeur général de Toronto FC, a révélé qu'il n'avait jamais officiellement signé pour le club comme annoncé à l'origine et qu'il n'a pas rejoint la franchise. À l'issue de la saison 2012-13, il est libéré par le QPR.
Le 24 juillet 2013, il signe un contrat de deux ans au Standard de Liège. Peu utilisé par Guy Luzon, il aura joué 18 rencontres sous les couleurs du Standard. Le 11 juillet 2014, il s'engage pour une saison avec le club anglais de Charlton Athletic évoluant en Championship. À l'issue de la saison 2014-15, il est libéré par Charlton.
Le 3 juin 2015, il rentre au pays en s'engageant avec le Maccabi Tel-Aviv, et signe un contrat de deux ans. Le 16 septembre 2015, il vivra un enfer sportif avec une lourde défaite 4-0 contre son ancien club, Chelsea FC lors de la phase de groupes de la Ligue des champions. Le 17 juin 2017, son contrat est prolongé pour une saison de plus.
Le 13 août 2018, âgé de 36 ans, il s'engage pour le Beitar Jérusalem pour deux saisons. Sans doute les dernières de sa longue carrière.

### Carrière internationale
Le 13 février 2002, il honore sa première sélection contre l'Allemagne lors d'un match amical. Il commence la rencontre comme titulaire, et sort du terrain à la 67e minute de jeu, en étant remplacé par Arik Benado. La rencontre se solde par une défaite de 7-1 des Israéliens. Le 4 juin 2011, il inscrit son premier but en sélection contre la Lettonie, lors d'un match des éliminatoires de l'Euro 2012 (victoire 2-1).
Sélectionné à 96 reprises en équipe nationale depuis 2002, il en est le capitaine de 2014 à 2016, et depuis 2017. Depuis 2013, il porte 14 fois le brassard de capitaine.

## Palmarès
- Avec le  Maccabi Tel-Aviv
  - Champion d'Israël en 2003
  - Vainqueur de la Coupe d'Israël en 2002
  - Vainqueur de la Coupe de la Ligue israélienne en 2018

## Statistiques

### Carrière
| Saison                | Club                   | Championnat           | Championnat | Championnat | Coupe nationale | Coupe nationale | Coupe de la Ligue | Coupe de la Ligue | Supercoupe | Supercoupe | Compétition(s) continentale(s) | Compétition(s) continentale(s) | Compétition(s) continentale(s) | Israël | Israël | Total | Total |
| Saison                | Club                   | Division              | M.          | B.          | M.              | B.              | M.                | B.                | M.         | B.         | Comp.                          | M.                             | B.                             | M.     | B.     | M.    | B.    |
| 2000-2001             | Maccabi Tel-Aviv       | Ligat HaAl            | 1           | 0           | -               | -               | -                 | -                 | -          | -          | -                              | -                              | -                              | -      | -      | 1     | 0     |
| 2001-2002             | Maccabi Tel-Aviv       | Ligat HaAl            | 29          | 1           | -               | -               | -                 | -                 | -          | -          | C3                             | 4                              | 0                              | 1      | 0      | 34    | 1     |
| 2002-2003             | Maccabi Tel-Aviv       | Ligat HaAl            | 30          | 0           | -               | -               | -                 | -                 | -          | -          | C3                             | 4                              | 0                              | 7      | 0      | 41    | 0     |
| 2003-2004             | Maccabi Tel-Aviv       | Ligat HaAl            | 26          | 1           | -               | -               | -                 | -                 | -          | -          | C1                             | 2                              | 0                              | 6      | 0      | 34    | 1     |
| Sous-total            | Sous-total             | Sous-total            | 86          | 2           | 0               | 0               | 0                 | 0                 | 0          | 0          | -                              | 10                             | 0                              | 13     | 0      | 109   | 2     |
| 2004-2005             | Bolton Wanderers       | Premier League        | 21          | 1           | 4               | 0               | 2                 | 0                 | -          | -          | -                              | -                              | -                              | 7      | 0      | 34    | 1     |
| 2005-2006             | Bolton Wanderers       | Premier League        | 35          | 0           | 4               | 0               | 3                 | 0                 | -          | -          | C3                             | 7                              | 0                              | 5      | 0      | 54    | 0     |
| 2006-2007             | Bolton Wanderers       | Premier League        | 32          | 0           | 1               | 0               | 1                 | 0                 | -          | -          | -                              | -                              | -                              | 7      | 0      | 41    | 0     |
| Sous-total            | Sous-total             | Sous-total            | 88          | 1           | 9               | 0               | 6                 | 0                 | 0          | 0          | -                              | 7                              | 0                              | 19     | 0      | 129   | 1     |
| 2007-2008             | Chelsea FC             | Premier League        | 13          | 0           | 2               | 0               | 5                 | 0                 | 1          | 0          | C1                             | 2                              | 0                              | 7      | 0      | 30    | 0     |
| Sous-total            | Sous-total             | Sous-total            | 13          | 0           | 2               | 0               | 5                 | 0                 | 1          | 0          | -                              | 2                              | 0                              | 7      | 0      | 30    | 0     |
| 2008-2009             | Manchester City        | Premier League        | 9           | 0           | -               | -               | 1                 | 0                 | -          | -          | C3                             | 5                              | 0                              | 6      | 0      | 21    | 0     |
| 2009-2010             | Manchester City        | Premier League        | 0           | 0           | -               | -               | -                 | -                 | -          | -          | -                              | -                              | -                              | 1      | 0      | 1     | 0     |
| Sous-total            | Sous-total             | Sous-total            | 9           | 0           | 0               | 0               | 1                 | 0                 | 0          | 0          | -                              | 5                              | 0                              | 7      | 0      | 22    | 0     |
| 2008-2009             | Sunderland AFC (prêt)  | Premier League        | 5           | 0           | -               | -               | -                 | -                 | -          | -          | -                              | -                              | -                              | 3      | 0      | 8     | 0     |
| Sous-total            | Sous-total             | Sous-total            | 5           | 0           | 0               | 0               | 0                 | 0                 | 0          | 0          | -                              | 0                              | 0                              | 3      | 0      | 8     | 0     |
| 2009-2010             | Portsmouth FC          | Premier League        | 22          | 0           | 1               | 0               | 1                 | 0                 | -          | -          | -                              | -                              | -                              | 4      | 0      | 28    | 0     |
| 2010-2011             | Portsmouth FC          | Championship          | 0           | 0           | -               | -               | -                 | -                 | -          | -          | -                              | -                              | -                              | 4      | 1      | 4     | 1     |
| 2011-2012             | Portsmouth FC          | Championship          | 33          | 0           | -               | -               | -                 | -                 | -          | -          | -                              | -                              | -                              | 8      | 0      | 41    | 0     |
| Sous-total            | Sous-total             | Sous-total            | 55          | 0           | 1               | 0               | 1                 | 0                 | 0          | 0          | -                              | 0                              | 0                              | 16     | 1      | 73    | 1     |
| 2010-2011             | West Ham United (prêt) | Premier League        | 8           | 0           | -               | -               | 4                 | 0                 | -          | -          | -                              | -                              | -                              | 3      | 0      | 15    | 0     |
| Sous-total            | Sous-total             | Sous-total            | 8           | 0           | 0               | 0               | 4                 | 0                 | 0          | 0          | -                              | 0                              | 0                              | 0      | 0      | 12    | 0     |
| 2012-2013             | Queens Park Rangers    | Premier League        | 3           | 0           | 3               | 0               | -                 | -                 | -          | -          | -                              | -                              | -                              | 4      | 0      | 10    | 0     |
| Sous-total            | Sous-total             | Sous-total            | 3           | 0           | 3               | 0               | 0                 | 0                 | 0          | 0          | -                              | 0                              | 0                              | 4      | 0      | 10    | 0     |
| 2013-2014             | Standard de Liège      | Pro League            | 10          | 0           | -               | -               | -                 | -                 | -          | -          | C3                             | 8                              | 0                              | 8      | 0      | 26    | 0     |
| Sous-total            | Sous-total             | Sous-total            | 10          | 0           | 0               | 0               | 0                 | 0                 | 0          | 0          | -                              | 8                              | 0                              | 0      | 0      | 18    | 0     |
| 2014-2015             | Charlton Athletic      | Championship          | 37          | 0           | 1               | 0               | -                 | -                 | -          | -          | -                              | -                              | -                              | 6      | 0      | 44    | 0     |
| Sous-total            | Sous-total             | Sous-total            | 37          | 0           | 1               | 0               | 0                 | 0                 | 0          | 0          | -                              | 0                              | 0                              | 6      | 0      | 44    | 0     |
| 2015-2016             | Maccabi Tel-Aviv       | Ligat HaAl            | 13          | 2           | 3               | 0               | 1                 | 0                 | 1          | 0          | C1                             | 11                             | 0                              | 4      | 0      | 33    | 2     |
| 2016-2017             | Maccabi Tel-Aviv       | Ligat HaAl            | 31          | 0           | 4               | 0               | 4                 | 0                 | -          | -          | C3                             | 9                              | 0                              | 1      | 0      | 49    | 0     |
| 2017-2018             | Maccabi Tel-Aviv       | Ligat HaAl            | 11          | 0           | 1               | 0               | 3                 | 1                 | -          | -          | C3                             | 12                             | 0                              | 4      | 0      | 31    | 1     |
| Sous-total            | Sous-total             | Sous-total            | 55          | 2           | 8               | 0               | 8                 | 1                 | 1          | 0          | -                              | 32                             | 0                              | 9      | 0      | 113   | 3     |
| Total sur la carrière | Total sur la carrière  | Total sur la carrière | 369         | 5           | 24              | 0               | 25                | 1                 | 2          | 0          | -                              | 64                             | 0                              | 96     | 1      | 580   | 7     |

### Buts en sélection
Le tableau suivant liste tous les buts inscrits par Tal Ben Haim avec l'équipe d'Israël.

## Vie privée
Il porte exactement le même nom que l'attaquant du Sparta Prague, Tal Ben Haim, qui joue également en sélection israélienne. Il est mentionné dans les rapports de l'UEFA Tal Ben Haim ou Tal Ben Haim I pour le distinguer de son compatriote.